# Noapte

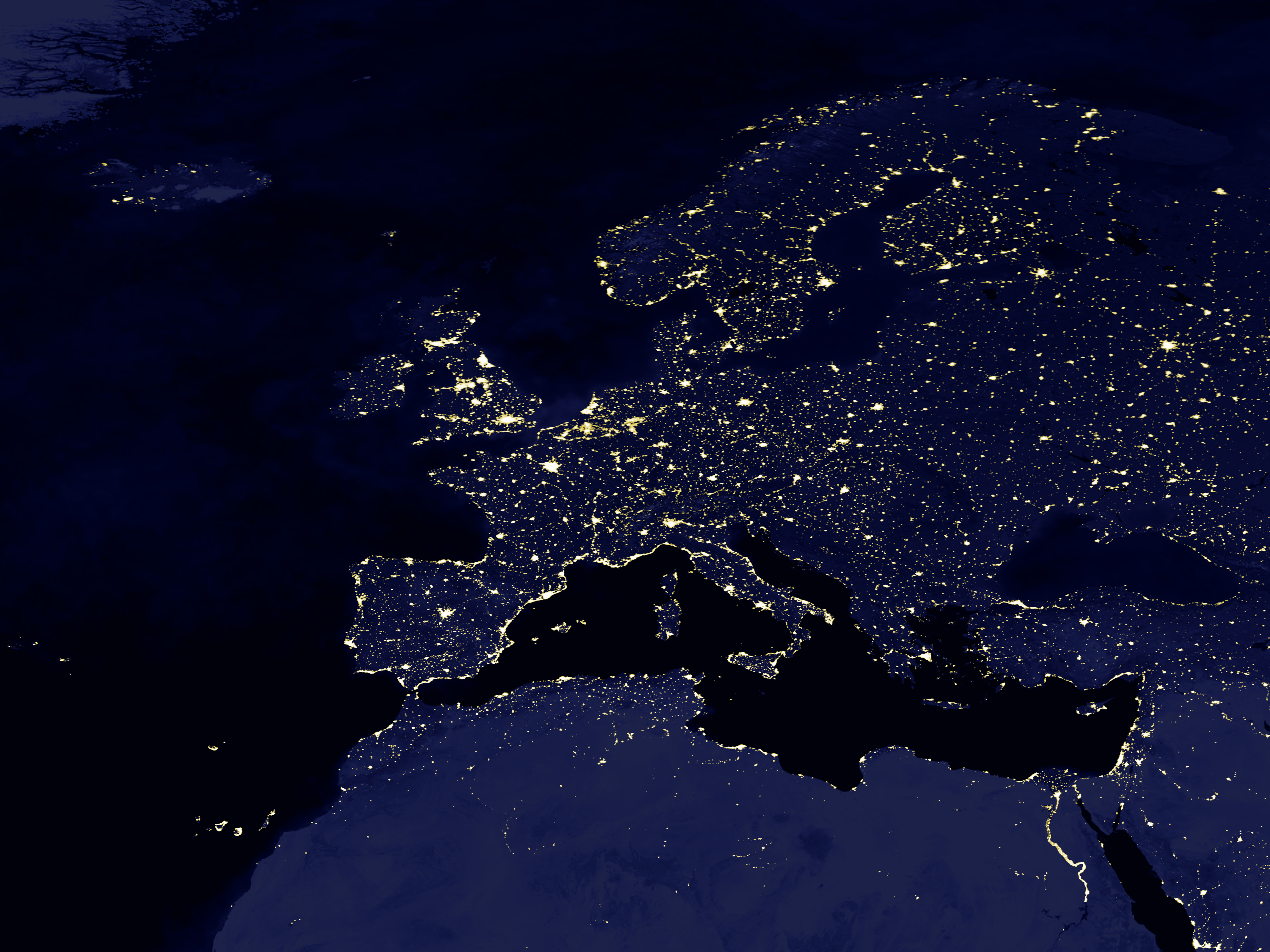
Europa noaptea, fotografie din satelit

Noaptea (20:00-4:00) este perioada de timp care se scurge între apusul și răsăritul soarelui. Durata nopții depinde de mulți factori, precum sunt latitudinea și longitudea, anotimpul anului și fusul orar. În sens strict astronomic, noaptea este timpul întunecimii complete, așadar scurgându-se între sfârșitul crepusculului astronomic (aproape 1⅛ h după apus) și începutul aurorei.
În regiunea situată la nord de cercul polar de nord, în perioada solstițiului de iarnă soarele nu răsare una sau mai multe zile, instalându-se ceea ce se numește noapte polară.
Majoritatea animalelor dorm noaptea. Totuși, există specii de animale nocturne, precum bufnițe, lilieci sau molii, acestea nefiind active pe timpul zilei. Majoritatea statelor lumii au legi care controlează nivelul de zgomot și activitățile care pot fi făcute noaptea, așa-numită „liniște de noapte”.

## Munca de noapte
În România, Codul muncii prevede că „Munca prestată între orele 22,00-6,00 este considerată muncă de noapte”. Salariații de noapte beneficiază:
- a) fie de program de lucru redus cu o oră față de durata normală a zilei de muncă, pentru zilele în care efectuează cel puțin 3 ore de muncă de noapte, fără ca aceasta să ducă la scăderea salariului de bază;
- b) fie de un spor pentru munca prestată în timpul nopții de 25% din salariul de bază, dacă timpul astfel lucrat reprezintă cel puțin 3 ore de noapte din timpul normal de lucru.